# بروي (سويسرا)
مقاطعة بروي (بالفرنسية: distʁi(kt) d(ə) la bʁwa)‏ (بالألمانية: Broyebezirk) هي إحدى المقاطعات السبع في كانتون فرايبورغ، سويسرا وتقع بالقرب من بحيرة نوشاتيل. أراضيها غير متجاورة وبروي مجزأة إلى أربعة أجزاء ثلاثة منها موجودة كمستخلصات من كانتون فريبورغ. يبلغ عدد سكانها 28٬448 (حتى 31 December 2011).